# Tryggelev
Tryggelev ist eine dänische Ortschaft mit mittlerweile weniger als 200 Einwohnern (Stand 1. Januar 2010) auf Langeland. Die Ortschaft liegt im gleichnamigen Kirchspiel (Tryggelev Sogn), das bis 1970 zur Harde Langelands Nørre Herred im damaligen Svendborg Amt gehörte. Mit der Auflösung der Hardenstruktur wurde das Kirchspiel in die Kommune Tranekær im neugegründeten Amt Fünen aufgenommen, die Kommune wiederum ging mit der Kommunalreform zum 1. Januar 2007 mit anderen Kommunen in der Kommune Langeland auf, die zur Region Syddanmark gehört.
Tryggelev liegt etwa drei Kilometer südlich von Humble, acht Kilometer nördlich von Bagenkop und etwa 18 Kilometer südöstlich von Rudkøbing. 
Die Ganggräber von Kinderballe liegen bei Tryggelev. Der Langdolmen von Ormstrup (auch Tryggelev Mark genannt) liegt beim Ort. 
Zum Zeitpunkt der Kommunalreform am 1. Januar 2007 lebten in der Ortschaft noch 207 Einwohner.